# Richard Coyle
Pour les articles homonymes, voir Coyle.
Richard Coyle, né le 27 février 1972 à Sheffield (Angleterre), est un acteur britannique.

## Biographie

### Enfance
Richard Coyle est né à Sheffield le 27 février 1972 de parents irlandais. Il a grandi dans cette région avec ses quatre frères, il est le second de cinq enfants et son père était un maçon. De 1991 à 1994, il étudie la politique à l'université de York où il se passionne pour le théâtre amateur. Il est ensuite accepté à la prestigieuse  Bristol Old Vic Theatre School d'où il sortira diplômé en 1998. Il commença sa carrière d'acteur sur des bateaux de croisières en tant qu'animateur. Après ça, un directeur de théâtre lui a dit qu'il était doué et qu'il devrait continuer dans cette voie.

### Carrière
Il apparaît d'abord dans de nombreux téléfilms où il jouera de petits rôles. Il joue ensuite dans de plus grand films comme  The Life and Crimes of William Palmer et Human Traffic.
Récemment, il est apparu dans  Prince of Persia : Les Sables du Temps où il incarne le prince Tus.

## Filmographie

### Cinéma
- 1999 : Human Traffic de Justin Kerrigan : Andy
- 1999 : Topsy-Turvy de Mike Leigh
- 2001 : La Jeunesse des trois mousquetaires
- 2004 : Rochester, le dernier des libertins de Laurence Dunmore : Alcock
- 2006 : Une grande année de Ridley Scott : Amis, le rival de Max
- 2008 : Dark World de Gerald McMorrow (en) : Dan
- 2010 :  Prince of Persia : Les Sables du Temps de Mike Newell : Prince Tus, Héritier de l'Empire Perse et frère aîné de Dastan et Garsiv
- 2011 : État de guerre de Renny Harlin : Sebastian Ganz, un journaliste anglais
- 2012 : Grabbers de Jon Wright : Garda Ciarán O'Shea
- 2012 : Outpost 2: Black Sun de Steve Barker : Wallace
- 2012 : Pusher de Luis Prieto : Frank
- 2022 : Les Animaux fantastiques : Les Secrets de Dumbledore de David Yates : Abelforth Dumbledore
- 2025 : Heads of State d'Ilia Naïchouller : Quincy Harrington, Chef de cabinet du Premier ministre britannique

### Télévision
- 1998 : The Life and Crimes of William Palmer
- 2000 : Hearts and Bones
- 2000-2002 : Six Sexy (Coupling)
- 2002-2003 :  Strange (série télévisée)
- 2004 : Gunpowder, Treason & Plot
- 2006 : Ultra
- 2006 : The Best Man
- 2010 : Timbré (Going Postal)
- 2012 : Covert Affairs (série télévisée)
- 2014 : Crossbones (série télévisée)
- 2016  : The Collection[2] (série télévisée)
- 2016 : The Fall (saison 3) (TV) : médecin
- 2017 : Born to kill (série télévisée) : Peter Woodford
- 2018 : Hard Sun (série télévisée) : Thom Blackwood
- 2018 : Les Nouvelles Aventures de Sabrina (série télévisée) : père Faustus Blackwood